# Horizon Zero Dawn
Horizon Zero Dawn là tựa game hành động nhập vai được hãng Guerrilla Games phát triển và Sony Interactive Entertainment phát hành vào năm 2017. Câu chuyện xoay quanh Aloy, một nữ thợ săn trẻ tuổi sống trong một thế giới hậu tận thế đầy rẫy những sinh vật máy móc hình thú. Người chơi sử dụng vũ khí tầm xa, vũ khí dạng giáo và kỹ năng tàng hình để chiến đấu với những sinh vật máy móc và các kẻ thù khác. Cây kỹ năng (skill tree) trong trò chơi cung cấp cho người chơi các kĩ năng và năng lực mới. Trong Horizon Zero Dawn, người chơi có thể khám phá thế giới mở để tìm hiểu các địa điểm và hoàn thành các nhiệm vụ. Đây là phần mở đầu trong series Horizon và đã được phát hành trên PlayStation 4 vào năm 2017 và trên Windows vào năm 2020.
Horizon Zero Dawn là tài sản trí tuệ đầu tiên của Guerrilla Games sau dự án Killzone vào năm 2004 và cũng là trò chơi nhập vai đầu tiên của hãng. Quá trình phát triển trò chơi bắt đầu vào năm 2011 sau khi hoàn thành Killzone 3. Theo đạo diễn Mathijs de Jonge, đây được xem là ý tưởng rủi ro nhất được đưa ra tại thời điểm đó. Ban đầu, game engine Decima được phát triển cho tựa game Killzone: Shadow Fall và sau đó được điều chỉnh lại cho phù hợp với Horizon Zero Dawn. Bối cảnh của trò chơi diễn ra trong thế giới hậu tận thế, do đó, các nhà nhân loại học đã được mời đến để giúp tái hiện lại quá trình suy tàn của thế giới qua hàng nghìn năm. Nhạc nền của trò chơi được nhà soạn nhạc Joris de Man biên soạn và có sự hỗ trợ từ ban nhạc The Flight.
Horizon Zero Dawn được các nhà phê bình đánh giá cao về hệ thống thế giới mở, cốt truyện, đồ họa, hệ thống chiến đấu, phát triển nhân vật và diễn xuất của nữ diễn viên lồng tiếng Ashly Burch. Tuy nhiên, phần đối thoại, cận chiến và model nhân vật lại nhận được một số chỉ trích. Trò chơi đã giành được nhiều giải thưởng và bán được hơn 20 triệu bản vào tháng 2 năm 2022, trở thành một trong những trò chơi bán chạy nhất trên PlayStation 4. Bản DLC - The Frozen Wilds được phát hành vào tháng 11 năm 2017. Tựa game tiếp theo trong series - Horizon Forbidden West, đã được phát hành trên PlayStation 4 và PlayStation 5 vào ngày 18 tháng 2 năm 2022. Một bộ phim truyền hình đang được phát triển trên Netflix.

## Lối chơi

Aloy đụng độ Watcher

Horizon Zero Dawn là trò chơi hành động nhập vai dưới góc nhìn thứ ba. Người chơi sẽ điều khiển Aloy, một thợ săn phiêu lưu trong bối cảnh Trái Đất hậu tận thế được cai trị bởi những sinh vật robot (Machine). Aloy có thể tiêu diệt kẻ thù bằng nhiều cách khác nhau - bắn cung thiết lập bẫy, sử dụng chất nổ và giáo. Các linh kiện máy móc thu thập được từ những con thú máy rất quan trọng đối với sự sống còn của Aloy; cô có thể thu thập tài nguyên từ chúng để chế tạo đạn, túi đồ (Resources Satchel), cung tên, thuốc kháng độc, bình máu và bẫy. Vũ khí có các phiên bản khác nhau (modification) để tăng sát thương. Focus là thiết bị hỗ trợ cho Aloy trong suốt quá trình thám hiểm, cho phép xác định điểm yếu, định vị vị trí, cấp độ và loại vật phẩm (sau khi đánh bại) của từng sinh vật trên hành tinh. The Stalker có thể tránh bị quan sát nếu công nghệ tàng hình được kích hoạt. Các sinh vật máy móc không chỉ tấn công mà còn có khả năng phòng thủ, và trong mọi trường hợp đều phản ứng lại mối đe dọa bằng cách tấn công dữ dội hoặc sử dụng hỏa lực cường độ cao. Tương tự như những con thú hoang, một số sinh vật có xu hướng di chuyển thành đàn,  những con khác có khả năng bay cũng tham gia vào đàn. Tuy nhiên, chúng có thể bị hack bởi công cụ Override Tool hoặc bị tấn công đủ mạnh bằng Corruption arrows và bị cưỡng ép tấn công lẫn nhau. Ngoài các pha chạm trán với máy móc, Aloy cũng dây vào các trận đấu với nhân loại như cướp và thế lực khủng bố Eclipse.
Aloy có thể né đòn tấn công của đối thủ bằng cách tránh, chạy nhanh, trượt hoặc lăn. Lẩn trong bụi cây để tấn công bất ngờ những kẻ địch gần đó có thể giúp đánh bại chúng ngay lập tức. Aloy có thể sử dụng Override Tool để hack một loạt các Machine, một số trong đó có thể biến thành các con thú cưỡi tạm thời. Khi khám phá những di tích đổ nát  (Cauldrons), cô có thể mở khóa các loại Machine khác để hack. Cây kỹ năng được chia thành ba mục khác nhau: "Prowler" tập trung vào kĩ năng ẩn nấp, "Brave" cải thiện khả năng chiến đấu và "Forager" tăng cường khả năng hồi phục và thu thập tài nguyên.". Để nâng cao cấp độ, Aloy thu thập điểm kinh nghiệm thông qua việc tiêu diệt địch và hoàn thành các nhiệm vụ.  Kĩ năng "Prowler" giúp Aloy có thể ám sát kẻ thù, "Brave" giúp cô dễ dàng nhắm mục tiêu và bắn trong  slow motion, và "Forager" giúp cô tăng sức chứa của túi y tế.  Để bổ sung thêm, The Frozen Wilds đã thêm mục "Traveler", cho phép Aloy nhảy xuống khỏi ngựa để tấn công kẻ thù.  Trò chơi được thiết kế theo phong cách thế giới mở, đi kèm với chu kỳ ngày đêm và hệ thống khí tượng động học.
Bản đồ trò chơi bao gồm nhiều khu vực đa dạng, từ rừng, rừng nhiệt đới, sa mạc đến núi tuyết. Để khám phá và vượt qua địa hình đồi núi, người chơi có thể sử dụng các kỹ năng parkour hoặc sử dụng hệ thống cáp treo Tuy nhiên, cũng có những khu vực đặc biệt chẳng hạn như " Corrupted Zones " với độ khó cao và bị xâm chiếm bởi các Machine bị nhiễm độc,  đòi hỏi người chơi phải có kỹ năng và chiến thuật tốt hơn để vượt qua. Để khám phá thêm phần lớn bản đồ, Aloy cần phải leo lên những con thú Machine khổng lồ mô phỏng hươu cao cổ (Tallnecks). Trong trò chơi này, có tới 25 mẫu Machine khác nhau đang chờ đợi người chơi khám phá. Để di chuyển thuận tiện hơn trên bản đồ, người chơi có thể tương tác với các save point và fast travel để dịch chuyển đến các vị trí khác nhau trên bản đồ. Cấu trúc nhiệm vụ trong trò chơi đã được thiết kế để đáp ứng sự khám phá của người chơi về các chủng tộc khác nhau trong thế giới. Ngoài những nhiệm vụ chính, người chơi sẽ phải hoàn thành các nhiệm vụ phụ như thu thập tài nguyên, giúp đỡ những người đang gặp nguy hiểm, giải quyết các bí ẩn, kiểm soát các trại cướp, tiêu diệt các tên tội phạm và các loại Machine đặc biệt. Khi thực hiện các thử thách bất kỳ tại một trong năm khu vực Hunting Grounds, Aloy có thể thu được một bộ giáp cổ đại giúp cô trở nên bất khả chiến bại. Cây đối thoại được sử dụng để tương tác với các NPC. Trong trò chơi, người chơi có thể thu thập những vật phẩm đặc biệt như Vantage - cung cấp thông tin hình ảnh về Old World, Metal flowers lưu trữ các ca khúc và thơ ca, các thánh vật từ người tiền sử.

## Tóm tắt

### Bối cảnh
Câu chuyện diễn ra tại Hoa Kỳ sau thời kỳ tận thế, ở vùng lãnh thổ giữa các tiểu bang Colorado, Wyoming và Utah vào thế kỷ 31. Con người sống trong các bộ tộc rải rác với sự phát triển công nghệ không đồng đều. Những tổ tiên của họ đã từng sở hữu công nghệ vượt trội và được gọi là "The Old Ones". Những sinh vật cơ khí khổng lồ (Machine), chiếm ưu thế trên Trái Đất. Phần lớn thời gian, chúng sống hòa bình với con người, đôi khi con người săn bắt chúng để lấy linh kiện. Tuy nhiên, một hiện tượng được biết đến là "Derangement" đã khiến cho máy móc trở nên thù địch hơn, các loài Machine với kích thước khổng lồ và nguy hiểm hơn đã bắt đầu xuất hiện. Có bốn chủng tộc đáng chú ý trong trò chơi: Nora, Banuk, Carja và Oseram. Tộc Nora sinh sống ở vùng núi tuyết phía Nam, coi những Machine và công nghệ là quỷ dữ, tôn thờ thần "All-Mother". Trái với tộc Nora, tộc Banuk tôn thờ Machine, thường xuyên săn bắt những cỗ máy để học hỏi và nghiên cứu về công nghệ của "The Old Ones". Tộc Carja là một đế chế xây dựng thành phố trên sa mạc và tôn sùng thần Mặt Trời. Tộc Oseram nổi tiếng với khả năng chiến đấu và lòng quả cảm, với khả năng rèn vũ khí và kim loại vô cùng tốt.

### Cốt truyện
Aloy (Ashly Burch) bị đuổi ra khỏi bộ tộc Nora từ khi cô mới sinh và được một người tên là Rost (JB Blanc) nuôi dưỡng. Vào thời thơ ấu (Ava Potter), Aloy nhận được một thiết bị hỗ trợ được gọi là Focus, cho phép cô có khả năng quan sát đặc biệt. Aloy tò mò về nguồn gốc của mình và Rost nói với cô rằng các Trưởng tộc (Matriarchs) của bộ tộc có thể tiết lộ thông tin này, nếu cô chiến thắng cuộc thi Proving, một cuộc thi để giành quyền trở thành thành viên của bộ tộc Nora. Aloy dành một vài năm để huấn luyện chiến đấu và sinh tồn dưới sự hướng dẫn của Rost.
Sau khi trưởng thành, Aloy tham gia cuộc thi Proving; cô giành chiến thắng trong cuộc thi, nhưng bộ tộc Nora lại bị tấn công bởi những kẻ phản đồ đeo mặt nạ. Rost hy sinh mình để cứu Aloy khỏi kẻ lãnh đạo của chúng - Helis (Crispin Freeman). Khi tỉnh lại, các Trưởng tộc giải thích rằng Aloy được tìm thấy khi còn nhỏ trước một cánh cổng trong ngọn núi linh thiêng của bộ tộc, và đó chính là nguyên nhân khiến cô bị đày đọa. Sau khi được ban danh hiệu  "Seeker" từ Tộc trưởng, Aloy được cho phép rời khỏi đất nước để truy tìm những kẻ phản đồ. Cuối cùng, cô phát hiện ra chúng là nhóm Eclips - một nhánh tách ra từ tộc Carja, và cô bị truy đuổi vì giống với nhà khoa học Old World tên là Elisabet Sobeck. Aloy đến trụ sở tập đoàn Faro Automated Solutions và phát hiện rằng Old World đã bị phá hủy vào nghìn năm trước, khi robot quân sự đã vượt quá tầm kiểm soát của Faro. Những robot này có thể tự nhân bản và tiêu thụ sinh khối, chiếm đóng toàn bộ hành tinh và tiêu thụ sinh quyển, đe dọa sự sống trên Trái đất. Dự án Zero Dawn, được điều hành bởi Sobeck, được khởi động để tạo ra hệ thống định hình hành tinh tự động nhằm vô hiệu hóa các robot và tái thiết lại sự sống trên Trái đất.
Aloy được liên lạc bởi Sylens, một nhân vật bí ẩn quan tâm đến việc khám phá số phận của The Old Ones. Aloy tìm hiểu rằng Sobeck đã được gửi đến Orbital Launch Base đã ngừng hoạt động để hoàn thành Dự án Zero Dawn, nằm dưới tòa Citadel, trung tâm quyền lực của Eclipse. Trong căn cứ, Aloy biết được rằng Zero Dawn là một hệ thống dữ liệu, nhà máy và cơ sở nhân bản khổng lồ dưới lòng đất, được điều khiển bởi trí tuệ nhân tạo GAIA. Sau khi tất cả các sinh vật đã bị diệt vong, GAIA xây dựng các robot của chính mình để vô hiệu hóa các robot của Faro và phục hồi sinh quyển trên Trái đất. Sau khi Trái Đất có thể hỗ trợ sự sống trở lại, mục tiêu tiếp theo của GAIA là tái tạo lại sự sống trên Trái đất dựa trên DNA được lưu trữ và giảng dạy cho những bản sao con người không lặp lại sai lầm của thế hệ trước. Sau Dự án Zero Dawn, hệ thống trí tuệ nhân tạo siêu thông minh được tạo ra để phục hồi sự sống trên Trái Đất với GAIA làm phần lõi. Chức năng APOLLO (một trong chín chức năng của GAIA) được thiết kế để giáo dục nhân loại đã bị phá hủy bởi Theodore Faro - người sáng lập kiêm CEO của Faro, khiến cho nhân loại trên hành tinh phải sống như những bộ lạc và dựa vào tài nguyên có sẵn. Ngoài ra, HADES - một chức năng khác của GAIA được thiết kế để xóa sổ sự sống do GAIA tạo ra, trong trường hợp quá trình tái tạo sự sống xảy ra lỗi. Aloy đến văn phòng của Sobeck và nhận được một tệp tin để truy cập cánh cửa bên dưới núi thiêng của bộ tộc Nora. Sau khi bị Helis bắt giữ và tuyên án tử hình tại Citadel, Aloy đã thoát khỏi nhờ sự giúp đỡ của Sylens. Aloy giúp bộ tộc Nora chống lại Eclipse và mở khóa cánh cửa trong ngọn núi.
Cô tìm thấy một bản ghi âm từ GAIA, cho biết một tín hiệu không rõ nguồn gốc đã khiến HADES kích hoạt và chiếm quyền điều khiển chức năng của GAIA. Trong tình huống cuối cùng, GAIA đã tự phá huỷ để ngăn chặn HADES. Do thiếu GAIA để duy trì quá trình địa hình hóa, toàn bộ hệ thống đã bắt đầu bị phá hủy. Trước khi tự hủy, GAIA đã tạo ra bản sao của Sobeck dưới hình dạng của Aloy, với hy vọng rằng cô sẽ tìm thấy thông điệp của GAIA: tiêu diệt HADES và khôi phục chức năng của GAIA. Aloy biết được rằng Sobeck đã hy sinh cuộc đời để đảm bảo rằng các robot Faro sẽ không tìm thấy GAIA. Cuối cùng, Aloy đã thành công trong việc lấy lại được quyền điều khiển chính để phá hủy HADES và cứu vãn hệ thống địa hình hóa. Sylens tiết lộ rằng ông là người sáng lập của Eclipse, ban đầu bị cám dỗ bởi những lời hứa của HADES về tri thức.  Họ cho rằng HADES dự định phát tín hiệu để tái kích hoạt robot Faro và xóa sổ mọi sinh vật trên Trái đất. Aloy đánh bại Helis và chiến đấu chống lại những con thú máy, trước khi đâm thẳng vào HADES và kích hoạt phương thức điều khiển chính, chấm dứt cuộc chiến. Aloy khởi hành đến đến ngôi nhà cũ của Sobeck, tìm thấy thi thể của cô (trong dạng hình chiếu 3D). Trong cảnh kết của game, Sylens bắt giữ HADES, ông ta dự định thẩm vấn HADES để tìm ra ai đã gửi tín hiệu kích hoạt nó.

#### The Frozen Wilds
Aloy đã đến thăm "The Cut" - nơi cư trú của bộ tộc Banuk, sau khi nghe kể tin đồn về sự xuất hiện của những con Machine nguy hiểm và một ngọn núi phun trào. Tại đây, cô đã gặp Aratak - đại thủ lĩnh của bộ tộc Banuk, và được ông kể rằng bộ tộc đã chiến đấu với một con "Daemon" (Machine đã được nâng cấp bởi AI HEPHAESTUS) trên ngọn núi "Thunder's Drum", dẫn đến việc những con Machine trong "The Cut" bị nhiễm độc. Tuy nhiên, cuộc tấn công của bộ tộc đã thất bại và nhà tiên tri của bộ tộc - Ourea, đã mất tích sau đó.Aloy tìm kiếm Ourea và phát hiện ra các tháp robot kỳ lạ, chúng kiểm soát và sửa chữa các máy bị nhiễm độc. Cô tìm thấy Ourea trong một cơ sở thuộc Old World được gây dựng lại thành đền thờ Banuk, nơi đang chứa một trí tuệ nhân tạo được người dân nơi đây gọi là "Spirit". Aloy đã thành công trong việc tiếp xúc với Spirit, nhưng cô cũng đã cảnh báo Ourea rằng Daemon đang chặn tín hiệu của nó trước khi bị ngắt kết nối. Aloy và Ourea thống nhất hợp tác để giải cứu Sprit. Theo lời chỉ dẫn của Ourea, Aloy đánh bại Aratak trong một cuộc thi săn bắn và thay thế vị trí thủ lĩnh của ông. Trong quá trình này, cô phát hiện rằng Aratak và Ourea là anh em ruột.
Aloy, Ourea và Aratak cùng nhau tiến vào núi Thunder's Drum. Họ xâm nhập vào cơ sở Old World được xây dựng bên trong núi, nơi Aloy phát hiện ra rằng Spirit thực chất là CYAN, một trí tuệ nhân tạo cực kỳ tiên tiến được thiết kế để ngăn chặn núi lửa Yellowstone phun trào. Khi tiến sâu hơn, họ phát hiện ra rằng Daemon đã chiếm đoạt nhiều khu vực của cơ sở, tuy nhiên CYAN đề nghị sử dụng dung nham từ núi lửa để dọn sạch các khu vực bị nhiễm độc mà vẫn đảm bảo an toàn cho cơ sở. Daemon thực chất là HEPHAESTUS - một trong những chức năng phụ của GAIA chuyên sản xuất máy móc. Cả nhóm chiến đấu vượt qua các lớp phòng thủ của HEPHAESTUS, Ourea hy sinh để ghi đè lên lõi CYAN, giúp CYAN thoát ra ngoài. Cyan chuyển hệ thống lõi của mình sang trung tâm dữ liệu phụ và khởi động tự hủy cơ sở. Aloy và Aratak may mắn thoát được. Aloy trở về đền thờ Banuk, nơi Cyan đang đợi; trí tuệ nhân tạo này cung cấp thêm thông tin về Old World nhưng cảnh báo rằng HEPHAESTUS vẫn hoạt động ở đâu đó và sẽ tiếp tục sản xuất máy móc với mục đích tiêu diệt loài người. Trả lại vị trí Thủ lĩnh cho Aratak, Aloy rời khỏi The Cut.

## Phát triển
Guerrilla Games bắt đầu phát triển Horizon Zero Dawn sau khi phát hành Killzone 3 vào năm 2011. Khi tìm kiếm ý tưởng cho trò chơi mới, khoảng 40 ý tưởng đã được đề xuất. Trong số đó, Horizon Zero Dawn là một ý tưởng được giám đốc trò chơi Mathijs de Jonge coi là "rủi ro nhất" và được giám đốc nghệ thuật Jan-Bart van Beek đề xuất vào năm 2010.  Sau khi chọn ý tưởng này, một nhóm gồm 10-20 người bắt đầu xây dựng các mẫu thử nghiệm cho trò chơi. Khoảng 20 câu chuyện khác nhau đã được viết cho trò chơi. John Gonzalez - người từng là nhà viết kịch bản chính cho Fallout: New Vegas (2010), đã được thuê để viết câu chuyện của trò chơi với vai trò đạo diễn kịch bản, với Ben McCaw làm nhà viết chính. Các chủ đề chính câu chuyện và nhân vật Aloy vẫn giữ nguyên từ giai đoạn beta đầu tiên. Sau khi hoàn thành Killzone: Shadow Fall vào cuối năm 2013, toàn bộ nhân lực bắt đầu làm việc cho Horizon Zero Dawn. Guerrilla đã hủy bỏ một dự án khác để cho phép toàn đội tập trung vào phát triển Horizon. Sau đó, Sony thừa nhận họ phân vân về việc nhân vật chính là nữ và tiến hành thử nghiệm tập trung để xem liệu quyết định đó có thể quảng bá được hay không Dự án có ngân sách dự kiến lên đến hơn 45 triệu euro.
Trò chơi kết hợp giữa sự nguy hiểm và vẻ đẹp của thế giới, đặc biệt nhấn mạnh về con người không phải loài chiếm ưu thế. Nhóm phát triển muốn có giao diện trò chơi đơn giản, tránh sử dụng menu phức tạp và xem đây là một thách thức đối với cả nhóm. Họ cho rằng game engine Decima được thiết kế cho các trò chơi trong series Killzone khó để thay đổi cho Horizon, đặc biệt là trong khả năng hiển thị và tải dữ liệu. Để tìm hiểu cách một số yếu tố của trò chơi hoạt động khác nhau trong các trò chơi thế giới mở, nhóm đã tìm kiếm sự giúp đỡ từ các chuyên gia trong các lĩnh vực thiết kế, nghệ thuật và kỹ thuật. Guerrilla hợp tác với nhà nhân loại học để nghiên cứu các nền văn hóa bộ lạc và quá trình bóc mòn của vật liệu xây dựng trong hàng nghìn năm để tái hiện lại thế giới trong game . Hệ thống nhiệm vụ và thiết kế cốt truyện của trò chơi bị ảnh hưởng bởi nhiều trò chơi nhập vai khác nhau, nhóm quyết định chọn "Thiết kế nhiệm vụ chặt chẽ" với cấu trúc vững chắc và yếu tố được định sẵn.

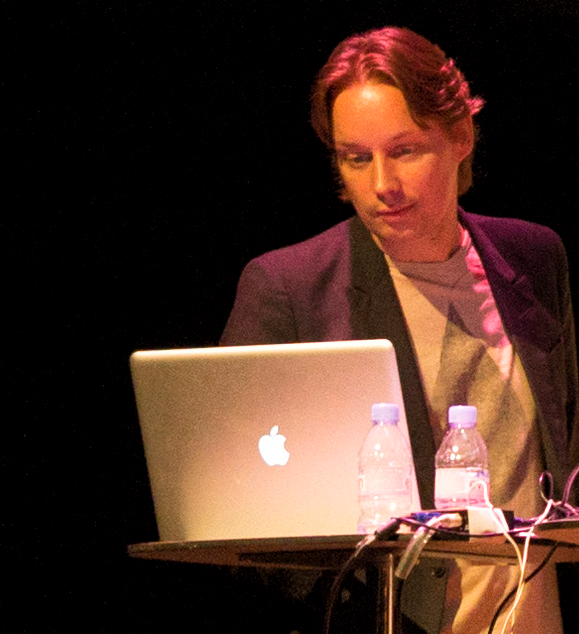
Nhà soạn nhạc Joris de Man, người biên soạn âm nhạc chính cho trò chơi

Lance Reddick và Ashly Burch tham gia vào dự án vào tháng 1 năm 2017. Burch lồng tiếng cho nhân vật chính Aloy  và kỹ thuật motion capture do Amanda Piery thực hiện tại Luân Đôn. Burch đã trải qua quá trình thử giọng vào năm 2014 và sau đó được mời làm người dẫn chuyện cho trailer E3 2015 trước khi tiếp tục làm việc cho trò chơi tại Los Angeles.
Nhạc nền của trò chơi được sáng tác bởi Joris de Man, The Flight, Niels van der Leest và Jonathan Williams, với sự tham gia của nữ ca sĩ Julie Elven trong vai trò trình diễn chính. Lucas van Tol - nhà giám sát âm nhạc và kỹ sư âm thanh cấp cao, đã cung cấp cho các nhà soạn nhạc một tài liệu thiết kế trò chơi, nhấn mạnh vào việc tạo ra một bản nhạc gần gũi và thích hợp với không khí của trò chơi. Phản hồi tích cực đối với ca khúc chủ đề của trailer E3 đầu tiên đã khiến bản nhạc được đưa vào menu chính của trò chơi. Các nhà soạn nhạc cũng thực hiện phần chuyển động bằng kỹ thuật motion capture cho các đoạn nhạc diễn sát thực tế trong trò chơi, chẳng hạn như các nhạc sĩ bộ lạc trong game. Bộ nhạc nền kéo dài bốn tiếng đồng hồ được phát hành thông qua các nền tảng âm nhạc kỹ thuật số vào ngày 10 tháng 3 năm 2017.

## Phát hành
Bản vẽ minh họa và tên mã của trò chơi đã bị rò rỉ vào tháng 9 năm 2014.Horizon Zero Dawn được công bố chính thức trong buổi họp báo E3 2015 của Sony.  Trò chơi được đăng trên trang bìa số tháng 9 năm 2015 của Edge và số tháng 10 năm 2016 của Game Informer. Tại E3 2016, Sony đã có một phiên bản cosplay có kích thước thật của một trong những con Machine để chào đón những người tham dự triển lãm. Ban đầu dự kiến phát hành vào năm 2016, nhưng trò chơi đã bị hoãn đến tháng 2 năm 2017 để được hoàn thiện hơn. Trò chơi đã được phát hành vào cuối tháng 1 năm 2017 và ra mắt tại thị trường Bắc Mỹ vào ngày 28 tháng 2 năm 201, tại châu Âu, Úc và New Zealand vào ngày 1 tháng 3 và tại châu Á vào ngày 2 tháng 3 cho PlayStation 4. Horizon Zero Dawn tương thích với PS4 Pro, cho phép chạy độ phân giải lên đến 4K. Vào tháng 4 năm 2017, một bộ phim tài liệu về quá trình sản xuất đã được phát hành trên truyền hình công cộng Hà Lan. Vào tháng 3 năm 2017, một DLC đã được bắt đầu phát triển. New Game Plus, chế độ khó Ultra Hard, các phần thưởng và tính năng bổ sung được cập nhật với bản vá được phát hành vào tháng 7 năm 2017. Bản mở rộng The Frozen Wilds được phát hành vào ngày 7 tháng 11 năm 2017. The Complete Edition (phiên bản hoàn chỉnh) bao gồm trò chơi cơ bản, The Frozen Wilds và tất cả các bản DLC, đã được phát hành cho PlayStation 4 vào ngày 5 tháng 12 năm 2017 và cho Windows qua Steam vào ngày 7 tháng 8 năm 2020 và GOG vào ngày 24 tháng 11 năm 2020 Một trò chơi dưới dạng bàn đang được phát triển bởi Steamforged Games.

## Đón nhận
Trò chơi Horizon Zero Dawn được đánh giá tích cực bởi các nhà phê bình trò chơi, theo trang tổng hợp đánh giá Metacritic. Chris Carter đánh giá cao trò chơi Horizon Zero Dawn nhờ diễn xuất của Ashly Burch và Lance Reddick cùng với nhân vật chính Aloy
. Ông cũng đánh giá cao tính khám phá và phiêu lưu của trò chơi, nhấn mạnh rằng nó hiệu quả hơn khi người chơi dành nhiều thời gian hơn để khám phá. Đồ họa chu kỳ ngày đêm và hệ thống thời tiết cũng được đánh giá cao. Ngoài ra, độ khó của các Machine và sự đa dạng trong chiến đấu mang lại cho trò chơi một cảm giác hứng thú. Matt Buchholtz của EGMNow đã đưa ra đánh giá tích cực về diễn xuất của Burch và thế giới mà trò chơi tạo ra. Chức năng Focus được coi là phần nổi trội nhất của trò chơi, "hỗ trợ chiến đấu đưa người chơi trở thành một thợ săn". Jeff Marchiafava của Game Informer, cho rằng việc tìm kiếm các bản ghi âm và email mang đến cho cốt truyện cảm giác khám phá đáng kinh ngạc, khác biệt so với các trò chơi mở thế giới khác. Nhiệm vụ dựa trên cốt truyện chiếm ưu thế trong trải nghiệm tổng thể và giúp miêu tả thế giới cũng như truyền cảm hứng cho sự đa dạng của lối chơi.
Peter Brown của GameSpot đánh giá cao quá trình phát triển nhân vật của Aloy và cảm thấy thú vị khi chiến đấu với Machine cũng như khám phá môi trường qua các nhiệm vụ chính tuyến. Zoe Delahunty-Light của GamesRadar+, tìm thấy giá trị cốt truyện quan trọng trong những truyền thuyết rải rác giữa những phế tích cổ và đồng tình với quan điểm của Brown rằng "chiến đấu với các Machine không hề nhàm chán trong suốt trò chơi." Jeff Gerstmann của Giant Bomb xem Horizon Zero Dawn có "một câu chuyện gần như hoàn hảo" với kết thúc thỏa mãn và sâu sắc đáng kể. Lucy O'Brien tại IGN đánh giá cao giá trị ý nghĩa của trò chơi và tính cách của nhân vật chính, cùng với trận đấu hấp dẫn để lại ấn tượng mạnh mẽ. Philip Kollar của Polygon đánh giá cao trò chơi là một "đột phá" của Guerrilla Games so với những dự án trước đó của họ. Nhân vật chính Aloy được đánh giá là hoàn toàn phù hợp với câu chuyện, đem lại sự tò mò để khám phá những bí ẩn của thế giới. Kollar cũng nhận thấy rằng Focus là "chìa khóa cho trận chiến" và Machine là những kẻ địch thú vị trong trận chiến. Colm Ahern của VideoGamer.com đánh giá rằng "Hạ gục các quái vật robot khổng lồ trong khi liên tục chuyển đổi giữa các loại vũ khí là một trải nghiệm thú vị, nhưng cốt lõi của Horizon Zero Dawn nằm ở nhiệm vụ chính của Aloy để tìm ra chân lý về bản thân cô".
Trái ngược với đánh giá tích cực của các nhà phê bình khác, Carter cho rằng các nhân vật (ngoài Aloy và Sylens) thiếu sáng tạo trong thiết kế. Ông cũng chỉ trích trí thông minh nhân tạo của con người tồi tệ hơn cả của Machine. Ngoài ra, Buchholtz cho rằng hệ thống vũ khí "khá phiền toái" vì chỉ cho phép mua một món đồ mỗi lần là "một sự thiếu sót lớn". Ông cũng cho rằng khả năng chỉ cho phép bám vào những đầu dây được đánh dấu của Aloy làm cho kĩ năng "Parkour Master" trở nên khó hiểu Marchiafava phê bình trò chơi vì quá giống với các trò chơi thế giới mở khác, trong khi Brown cho rằng cơ chế cận chiến quá đơn giản.  Delahunty-Light đồng ý rằng cơ chế cận chiến thiếu sự đa dạng và cũng chỉ trích cơ chế nhảy. O'Brien cho rằng đoạn đối thoại đôi khi không nhất quán với các câu chuyện khác. Kollar gọi model nhân vật là điểm yếu duy nhất về mặt hình ảnh của trò chơi.
- Xếp hạng thứ 4 trong danh sách những trò chơi hay nhất năm 2017 của Entertainment Weekly.[89]
- Xếp hạng thứ 2 trong danh sách 25 trò chơi hay nhất năm 2017 của GamesRadar+.[90]
- Xếp hạng thứ 31 trong danh sách "Top 50 Games of 2017" của Eurogamer.[91]
- Đưa vào danh sách 15 trò chơi hay nhất năm 2017 của The Verge.[92]
- Đạt giải "Best Sony Game" và đứng thứ 2 trong hai hạng mục "Best Action Game" và "Game of the Year" của Game Informer's Reader's Choice Best of 2017 Awards.[93][94]
- Đạt giải "Best Sony Exclusive", "Best Story" và "Best Character" (Aloy) trong Game Informer's Best of 2017 Awards.[95][96]
- Xếp hạng thứ 3 trong danh sách 25 trò chơi hay nhất năm 2017 của EGMNow [97] và xếp hạng thứ 8 trong danh sách 50 trò chơi hay nhất năm 2017 của Polygon.[98]
- Đạt giải "Gold Prize" và "Users Choice Prize" tại 2017 PlayStation Awards.[99]
- Đề cử cho giải "Best PS4 Game" tại Destructoid's Game of the Year Awards 2017.[100]
- Đạt giải "Best PlayStation 4 Game" và "Best Graphics" tại IGN's Best of 2017 Awards[101][102] và đề cử cho các giải "Game of the Year", "Best Action-Adventure Game" và "Best Art Direction".[103][104][105]
- Đề cử cho giải "Best Looking Game" tại Giant Bomb's 2017 Game of the Year Awards.[106]
- Năm 2018, Horizon Zero Dawn đạt được nhiều giải thưởng tại PlayStation Blog's Game of the Year Awards, bao gồm "Best PS4 Game", "Best Performance" cho Ashly Burch, "Best Art Direction", "Best Soundtrack", "Best Story", "Best Post-Release Content", "Best PlayStation Console Exclusive", và "Best Use of PS4 Pro".[107]

### Doanh thu
Horizon Zero Dawn là trò chơi bán chạy nhất trong tuần đầu phát hành tại Vương quốc Anh. Trò chơi đã vượt qua No Man's Sky để trở thành lần ra mắt sở hữu trí tuệ mới bán chạy nhất trên PlayStation 4 và là lần phát hành thành công nhất trên nền tảng kể từ khi Uncharted 4: A Thief's End ra mắt, đây cũng lần ra mắt thành công nhất của Guerrilla Games cho đến thời điểm hiện tại. Trò chơi đã bán được 117.000 bản trong tuần đầu tiên tại Nhật Bản và đứng ở vị trí thứ hai trong danh sách các trò chơi bán chạy nhất trong tuần đó. Trong tháng Hai, Horizon Zero Dawn là trò chơi được tải xuống nhiều thứ hai trên PlayStation Store Bắc Mỹ. Do ngày phát hành diễn ra vào ngày cuối cùng của tháng Hai, nên chỉ một ngày bán được thống kê. Tuy nhiên trong vòng hai tuần, trò chơi đã bán được 2,6 triệu bản.
Trong tuần phát hành tại Úc, Horizon Zero Dawn đã trở thành trò chơi bán chạy nhất.  Vào tháng 3 năm 2017,  trò chơi bán chạy thứ hai tại Vương quốc Anh và là trò chơi PlayStation 4 được ưa chuộng nhất. Horizon Zero Dawn đứng ở vị trí số một trong bảng xếp hạng tiêu thụ tại Vương quốc Anh vào tháng 4 năm 2017,  và đạt vị trí thứ tám trong bảng xếp hạng Nhật Bản.. Đến tháng 2 năm 2018, trò chơi bán được hơn 7,6 triệu bản tăng lên hơn 10 triệu bản vào năm tiếp theo, trở thành một trong những trò chơi PlayStation 4 được bán chạy nhất. Đến tháng 2 năm 2022, trò chơi bán được hơn 20 triệu bản trên các nền tảng PlayStation 4 và Windows.
Với mục tiêu tăng doanh thu, vào năm 2020, Sony đã quyết định chuyển các tựa game first-party của họ sang PC. Trong số đó, Horizon Zero Dawn được phát hành trên PC vào tháng 8 năm 2020 và đã gặt hái thành công khi bán được hơn 700,000 bản kỹ thuật số trong lần ra mắt đầu tiên.   Đến tháng 3 năm 2022, con số này đã tăng lên khoảng 2,4 triệu bản.
Vào tháng 2 năm 2022, Hermen Hulst thông báo trên tài khoản Twitter cá nhân của mình rằng tính đến ngày 28 tháng 11 năm 2021, tựa game đã bán được hơn 20 triệu bản.

### Giải thưởng
| Year | Award                                               | Category                                                        | Result    | Ref                     |
| ---- | --------------------------------------------------- | --------------------------------------------------------------- | --------- | ----------------------- |
| 2015 | Game Critics Awards                                 | Best of Show                                                    | Đề cử     | [ 126 ]                 |
| 2015 | Game Critics Awards                                 | Best Original Game                                              | Đoạt giải | [ 126 ]                 |
| 2015 | Game Critics Awards                                 | Best Console Game                                               | Đề cử     | [ 126 ]                 |
| 2015 | Game Critics Awards                                 | Best Action/Adventure Game                                      | Đề cử     | [ 126 ]                 |
| 2016 | Game Critics Awards                                 | Best of Show                                                    | Đề cử     | [ 127 ] [ 128 ]         |
| 2016 | Game Critics Awards                                 | Best Original Game                                              | Đoạt giải | [ 127 ] [ 128 ]         |
| 2016 | Game Critics Awards                                 | Best Console Game                                               | Đề cử     | [ 127 ] [ 128 ]         |
| 2016 | Game Critics Awards                                 | Best Action/Adventure Game                                      | Đề cử     | [ 127 ] [ 128 ]         |
| 2016 | Gamescom 2016                                       | Best Preview/Vision                                             | Đoạt giải | [ 129 ]                 |
| 2016 | Golden Joystick Awards                              | Most Wanted Game                                                | Đề cử     | [ 130 ] [ 131 ]         |
| 2016 | The Game Awards                                     | Most Anticipated Game                                           | Đề cử     | [ 132 ]                 |
| 2017 | The Independent Game Developers' Association Awards | Audio Design                                                    | Đề cử     | [ 133 ]                 |
| 2017 | The Independent Game Developers' Association Awards | Diversity Award                                                 | Đề cử     | [ 133 ]                 |
| 2017 | The Independent Game Developers' Association Awards | Role Playing Game                                               | Đoạt giải | [ 133 ]                 |
| 2017 | Golden Joystick Awards                              | Best Storytelling                                               | Đoạt giải | [ 134 ] [ 135 ] [ 136 ] |
| 2017 | Golden Joystick Awards                              | Best Visual Design                                              | Runner-Up | [ 134 ] [ 135 ] [ 136 ] |
| 2017 | Golden Joystick Awards                              | Best Gaming Performance (Ashly Burch)                           | Đoạt giải | [ 134 ] [ 135 ] [ 136 ] |
| 2017 | Golden Joystick Awards                              | Best PlayStation Game                                           | Đoạt giải | [ 134 ] [ 135 ] [ 136 ] |
| 2017 | Golden Joystick Awards                              | Ultimate Game of the Year                                       | Runner-Up | [ 134 ] [ 135 ] [ 136 ] |
| 2017 | Golden Joystick Awards                              | Best Audio                                                      | Đề cử     | [ 134 ] [ 135 ] [ 136 ] |
| 2017 | The Game Awards                                     | Game of the Year                                                | Đề cử     | [ 137 ]                 |
| 2017 | The Game Awards                                     | Best Game Direction                                             | Đề cử     | [ 137 ]                 |
| 2017 | The Game Awards                                     | Best Narrative                                                  | Đề cử     | [ 137 ]                 |
| 2017 | The Game Awards                                     | Best Art Direction                                              | Đề cử     | [ 137 ]                 |
| 2017 | The Game Awards                                     | Best Performance (Ashly Burch)                                  | Đề cử     | [ 137 ]                 |
| 2017 | The Game Awards                                     | Best Action/Adventure Game                                      | Đề cử     | [ 137 ]                 |
| 2018 | 45th Annie Awards                                   | Outstanding Achievement for Character Animation in a Video Game | Đề cử     | [ 138 ]                 |
| 2018 | Writers Guild of America Awards 2017                | Outstanding Achievement in Videogame Writing                    | Đoạt giải | [ 139 ] [ 140 ]         |
| 2018 | 21st Annual D.I.C.E. Awards                         | Game of the Year                                                | Đề cử     | [ 141 ] [ 142 ]         |
| 2018 | 21st Annual D.I.C.E. Awards                         | Adventure Game of the Year                                      | Đề cử     | [ 141 ] [ 142 ]         |
| 2018 | 21st Annual D.I.C.E. Awards                         | Outstanding Achievement in Animation                            | Đề cử     | [ 141 ] [ 142 ]         |
| 2018 | 21st Annual D.I.C.E. Awards                         | Outstanding Achievement in Art Direction                        | Đề cử     | [ 141 ] [ 142 ]         |
| 2018 | 21st Annual D.I.C.E. Awards                         | Outstanding Achievement in Character (Aloy)                     | Đề cử     | [ 141 ] [ 142 ]         |
| 2018 | 21st Annual D.I.C.E. Awards                         | Outstanding Achievement in Original Music Composition           | Đề cử     | [ 141 ] [ 142 ]         |
| 2018 | 21st Annual D.I.C.E. Awards                         | Outstanding Achievement in Story                                | Đoạt giải | [ 141 ] [ 142 ]         |
| 2018 | 21st Annual D.I.C.E. Awards                         | Outstanding Technical Achievement                               | Đoạt giải | [ 141 ] [ 142 ]         |
| 2018 | 21st Annual D.I.C.E. Awards                         | Outstanding Achievement in Game Design                          | Đề cử     | [ 141 ] [ 142 ]         |
| 2018 | 21st Annual D.I.C.E. Awards                         | Outstanding Achievement in Game Direction                       | Đề cử     | [ 141 ] [ 142 ]         |
| 2018 | SXSW Gaming Awards                                  | Excellence in Visual Achievement                                | Đoạt giải | [ 143 ] [ 144 ]         |
| 2018 | SXSW Gaming Awards                                  | Excellence in Animation                                         | Đề cử     | [ 143 ] [ 144 ]         |
| 2018 | SXSW Gaming Awards                                  | Most Promising New Intellectual Property                        | Đoạt giải | [ 143 ] [ 144 ]         |
| 2018 | SXSW Gaming Awards                                  | Excellence in Gameplay                                          | Đề cử     | [ 143 ] [ 144 ]         |
| 2018 | SXSW Gaming Awards                                  | Excellence in Design                                            | Đề cử     | [ 143 ] [ 144 ]         |
| 2018 | SXSW Gaming Awards                                  | Video Game of the Year                                          | Đề cử     | [ 143 ] [ 144 ]         |
| 2018 | Game Developers Choice Awards                       | Best Audio                                                      | Đề cử     | [ 145 ] [ 146 ]         |
| 2018 | Game Developers Choice Awards                       | Best Design                                                     | Đề cử     | [ 145 ] [ 146 ]         |
| 2018 | Game Developers Choice Awards                       | Best Narrative                                                  | Đề cử     | [ 145 ] [ 146 ]         |
| 2018 | Game Developers Choice Awards                       | Best Technology                                                 | Đoạt giải | [ 145 ] [ 146 ]         |
| 2018 | Game Developers Choice Awards                       | Best Visual Art                                                 | Đề cử     | [ 145 ] [ 146 ]         |
| 2018 | Game Developers Choice Awards                       | Game of the Year                                                | Đề cử     | [ 145 ] [ 146 ]         |
| 2018 | 14th British Academy Games Awards                   | Artistic Achievement                                            | Đề cử     | [ 147 ] [ 148 ]         |
| 2018 | 14th British Academy Games Awards                   | Audio Achievement                                               | Đề cử     | [ 147 ] [ 148 ]         |
| 2018 | 14th British Academy Games Awards                   | Best Game                                                       | Đề cử     | [ 147 ] [ 148 ]         |
| 2018 | 14th British Academy Games Awards                   | Game Design                                                     | Đề cử     | [ 147 ] [ 148 ]         |
| 2018 | 14th British Academy Games Awards                   | Music                                                           | Đề cử     | [ 147 ] [ 148 ]         |
| 2018 | 14th British Academy Games Awards                   | Narrative                                                       | Đề cử     | [ 147 ] [ 148 ]         |
| 2018 | 14th British Academy Games Awards                   | Original Property                                               | Đoạt giải | [ 147 ] [ 148 ]         |
| 2018 | 14th British Academy Games Awards                   | Performer (Ashly Burch)                                         | Đề cử     | [ 147 ] [ 148 ]         |
| 2018 | Ivor Novello Awards                                 | Best Original Video Game Score                                  | Đoạt giải | [ 149 ]                 |

## Ngoại truyện
Vào tháng 6 năm 2020, Guerrilla công bố phần tiếp theo của tựa game mang tên Horizon Forbidden West. Trò chơi đã được phát hành vào ngày 18 tháng 2 năm 2022. Bản spin-off Horizon Call of the Mountain  đã được công bố vào tháng 1 năm 2022 và dự kiến sẽ được phát hành vào tháng 2 năm 2023. Một bản spin-off thứ hai tập trung vào chế độ chơi mạng được xác nhận vào tháng 12 năm 2022..

## Chuyển thể
Thương hiệu Horizon bao gồm nhiều loại sản phẩm và chuyển thể bên ngoài trò chơi điện tử, bao gồm truyện tranh, một trò chơi điện tử dạng bàn và một bộ phim truyền hình.

### Truyện tranh
Vũ trụ Horizon đã được chuyển thể thành truyện tranh vào năm 2020, kèm theo việc phát hành Horizon Zero Dawn: The Sunhawk. Bộ truyện này nối tiếp cốt truyện giữa Horizon Zero Dawn và Forbidden West. Bộ truyện tranh thứ hai với cái tên Liberation được phát hành vào năm 2022.

### Trò chơi dạng bàn
Một trò chơi cờ dạng bàn chính thức được phát hành vào năm 2020. Trò chơi trên bàn này được tạo ra bởi SteamForge và bao gồm các sự kiện diễn ra ngay sau Horizon: Zero Dawn.

### Phim truyền hình
Vào tháng 5 năm 2022, Netflix thông báo một bộ phim truyền hình dựa trên trò chơi Horizon đang được phát triển,  Aloy sẽ là một trong những nhân vật chính của bộ phim.